# Eveline Saalberg
Eveline Saalberg (Arnhem, 30 de julio de 1998) es una deportista neerlandesa que compite en atletismo, especialista en carrera de velocidad.
Como parte del equipo neerlandés femenino y mixto de relevo 4 × 400 metros, ganó una medalla de oro en el Campeonato Mundial de Atletismo de 2023, dos medallas de plata en el Campeonato Mundial (al aire libre y en pista cubierta) y dos medallas de oro en el Campeonato Europeo (al aire libre y en pista cubierta). Individualmente, ganó dos medallas de oro, una de plata y una de bronce en el Campeonato Neerlandés (al aire libre y en pista cubierta).

## Primeros años de vida
Eveline Saalberg nació el 30 de julio de 1998 en Arnhem, Países Bajos.
A los ocho años empezó con el atletismo y se hizo miembro del club GVAC en Veldhoven. En las categorías juveniles en las que compitió, ganó varias medallas en los campeonatos juveniles neerlandeses.
Durante sus años de estudiante, Saalberg se distinguió por ser varias veces campeona estudiantil neerlandesa. Combinó todo esto con un año como presidenta de la junta directiva de la Asociación de Atletismo Estudiantil MSAV Uros.

## Trayectoria

### 2019
Saalberg dio el salto a la fama en el Campeonato Neerlandés de Atletismo de 2019, celebrado en La Haya en julio. Contra todo pronóstico, ganó el título de los 400 m vallas. Rompió la barrera del minuto por primera vez con un tiempo de 58,86 s. Posteriormente, declaró que en unas vacaciones de entrenamiento en Tirol del Sur pudo concentrarse plenamente en la técnica de las vallas. En otoño de 2019, Saalberg se unió al grupo de entrenamiento del entrenador de atletismo Laurent Meuwly para entrenar en el Centro Deportivo Nacional Papendal junto a Eva Hovenkamp y Femke Bol.

### 2020
En el Campeonato Neerlandés en Pista Cubierta de febrero de 2020, Saalberg ganó la medalla de bronce en los 400 m con un tiempo de 53,65 s. En el Campeonato Neerlandés de agosto, ganó la medalla de plata en los 400 m con un tiempo de 54,16 s.

### 2021
En mayo de 2021, Saalberg compitió en los Relevos Mundiales 2021 como miembro del equipo neerlandés en los relevos femeninos de 4 × 400 metros y mixtos de 4 × 400 metros. En los relevos femeninos, participó en las eliminatorias, donde Países Bajos terminó cuarto en la final. En los relevos mixtos, participó en la final, donde Países Bajos terminó octavo.

### 2022
En el Campeonato Mundial de Atletismo en Pista Cubierta de 2022 en marzo, Saalberg compitió en las eliminatorias y la final del relevo femenino de 4 × 400 metros, y Países Bajos ganó la medalla de plata.
En julio, compitió en el Campeonato Mundial de Atletismo. En el relevo mixto de 4 × 400 metros, participó en las eliminatorias, y Países Bajos ganó la medalla de plata en la final. En los 400 metros femeninos, corrió 52,59 s en las eliminatorias y no avanzó a las semifinales.
En agosto, compitió en el Campeonato Europeo de Atletismo. En los 400 metros femeninos, corrió 51,81 s en las eliminatorias para avanzar a las semifinales. Corrió 52,45 s en las semifinales y no avanzó a la final. En el relevo femenino de 4 × 400 metros, llegó a la final, y Países Bajos ganó la medalla de oro.

### 2023

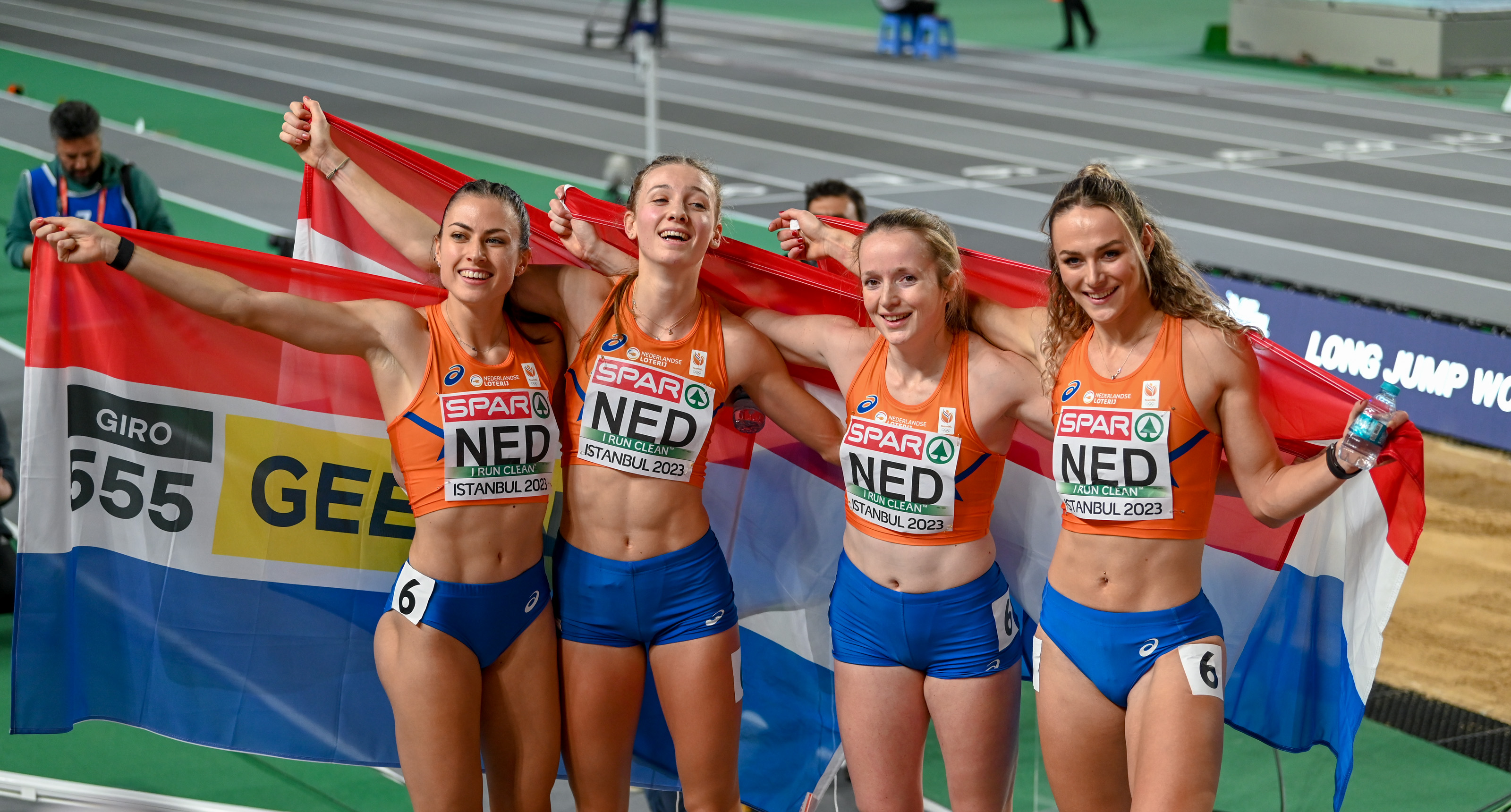
Saalberg (izquierda) con el equipo femenino de relevos de 4 × 400 metros en el Campeonato Europeo de Atletismo en Pista Cubierta de 2023.

En el Campeonato Europeo de Atletismo en Pista Cubierta de 2023 en marzo, Saalberg corrió en la final del relevo femenino de 4 × 400 metros, donde Países Bajos ganó la medalla de oro.
En agosto, compitió en el Campeonato Mundial. Participó en las eliminatorias y la final del relevo femenino de 4 × 400 metros, donde Países Bajos ganó la medalla de oro.

## Palmarés internacional
| Campeonato Mundial                   | Campeonato Mundial       | Campeonato Mundial | Campeonato Mundial |
| Año                                  | Lugar                    | Medalla            | Prueba             |
| ------------------------------------ | ------------------------ | ------------------ | ------------------ |
| 2023                                 | Budapest (Hungría)       | Medalla de oro     | 4 × 400 m          |
| Campeonato Mundial en Pista Cubierta |                          |                    |                    |
| Año                                  | Lugar                    | Medalla            | Prueba             |
| 2022                                 | Belgrado (Serbia)        | Medalla de plata   | 4 × 400 m          |
| Campeonato Europeo                   |                          |                    |                    |
| Año                                  | Lugar                    | Medalla            | Prueba             |
| 2022                                 | Múnich (Alemania)        | Medalla de oro     | 4 × 400 m          |
| Campeonato Europeo en Pista Cubierta |                          |                    |                    |
| Año                                  | Lugar                    | Medalla            | Prueba             |
| 2023                                 | Estambul (Turquía)       | Medalla de oro     | 4 × 400 m          |
| 2025                                 | Apeldoorn (Países Bajos) | Medalla de oro     | 4 × 400 m mixto    |